# Нимак, Хорст
Хорст Нимак (нем. Horst Niemack; 10 марта 1909 — 7 апреля 1992) — немецкий офицер, участник Второй мировой войны, генерал-майор. Кавалер Рыцарского креста с Дубовыми листьями и Мечами.

## Начало военной карьеры
Поступил на военную службу в 1927 году, в кавалерийский полк. В 1931 году получил звание лейтенант. К началу Второй мировой войны — преподаватель кавалерийского училища, ротмистр (капитан).

## Вторая мировая война
С октября 1939 года — командир эскадрона разведбатальона 5-й пехотной дивизии (на западной границе Германии). С апреля 1940 года — командир разведбатальона. Участвовал во Французской кампании в мае-июне 1940 года, награждён Железными крестами обеих степеней. В июле 1940 получил Рыцарский крест.
С 22 июня 1941 года участвовал во вторжении в СССР. Бои в Белоруссии, затем в районе Смоленска. В июле 1941 года тяжело ранен, в августе 1941 года награждён Дубовыми листьями (№ 30) к Рыцарскому кресту, произведён в звание майор.
После госпиталя, с ноября 1941 года — начальник кавалерийских курсов в военном училище.
В феврале 1943 года произведён в звание подполковник и назначен командиром вновь формируемого (во Франции) гренадерского полка 24-й танковой дивизии, разгромленной в Сталинграде.
С октября 1943 года — командир фузилерного (пехотного) полка танково-гренадерской дивизии «Великая Германия». Бои на Украине и в Румынии. В июне 1944 года полковник Нимак награждён Мечами (№ 69) к Рыцарскому кресту с Дубовыми листьями.
В конце августа 1944 года полковник Нимак был тяжело ранен, самолётом эвакуирован в берлинский госпиталь, где ему ампутировали левую руку.
В январе 1945 года генерал-майор Нимак назначен командиром танковой учебной дивизии (на Западном фронте). 3 апреля 1945 — вновь тяжело ранен. В мае 1945 года взят в британский плен в госпитале.